# Osceola (Arkansas)
Osceola is een plaats (city) in de Amerikaanse staat Arkansas, en valt bestuurlijk gezien onder Mississippi County.

## Demografie
Bij de volkstelling in 2000 werd het aantal inwoners vastgesteld op 8875.
In 2006 is het aantal inwoners door het United States Census Bureau geschat op 8031, een daling van 844 (-9,5%).

## Geografie
Volgens het United States Census Bureau beslaat de plaats een oppervlakte van
20,2 km², geheel bestaande uit land. Osceola ligt op ongeveer 75 m boven zeeniveau.

## Economie
In Osceola bevindt zich een van de nieuwste en modernste staalfabrieken in Noord-Amerika. Big River Steel werd in 2017 geopend en in 2021 overgenomen door U.S. Steel.

## Plaatsen in de nabije omgeving
De onderstaande figuur toont nabijgelegen plaatsen in een straal van 16 km rond Osceola.